# Concha Gómez
Pour les articles homonymes, voir Gomez.
Concetta ou Concha Maria Gómez est une mathématicienne italienne et cubano-américaine. Elle est professeure de mathématiques au Diablo Valley College (en). Gómez est connue pour être l'une des cofondatrices de l'organisation de femmes The Noetherian Ring à l'université de Californie à Berkeley en 1991 alors qu'elle étudiait en doctorat. Elle défend la diversité dans les domaines des STIM et a travaillé pour le programme Wisconsin Emerging Scholars de l'université du Wisconsin à Madison, dont l'objectif est de promouvoir la rétention des étudiants issus de minorités dans les STIM (science, technologie, ingénierie et mathématiques).

## Enfance et formation
Gómez est née de Patricia Gomez. Elle a fréquenté l'université du Wisconsin à Madison pendant deux ans avant d'abandonner ses études en raison d'un manque de fonds et de soutien. Elle a déménagé de Madison à San Francisco à l'âge de 20 ans et a occupé divers emplois avant de prendre des cours pour le plaisir dans un collège communautaire. Gómez a finalement été transférée à l'université de Californie à Berkeley et a obtenu un bachelor puis un doctorat en mathématiques en 2000. Sa thèse s'intitulait "Definability in p-adic power series rings". Leo Harrington était son conseiller de doctorat. Jack Silver (en) et Deborah A. Nolan ont siégé à son comité de thèse. Gómez cite le soutien de Jenny Harrison et Donald Sarason pour l'avoir encouragée à nouer des relations avec des mathématiciens autres que ceux de UC Berkeley. Gómez est connue pour être l'une des cofondatrices de l'organisation de femmes The Noetherian Ring à l'université de Californie à Berkeley en 1991, alors qu'elle était étudiante en doctorat.

## Carrière
Gómez est professeure adjointe de mathématiques au Middlebury College. À l’automne 2004, elle a commencé à travailler à l’université du Wisconsin à Madison pour enseigner les mathématiques et diriger le programme Wisconsin Emerging Scholars (WES), dont le but était de promouvoir la rétention des étudiants issus de minorités dans les STIM. En 2006, Gómez a cité le vote par le Wisconsin d'un amendement constitutionnel interdisant le mariage entre personnes du même sexe (en) comme une motivation à chercher un emploi universitaire ailleurs. Elle est professeure de mathématiques au Diablo Valley College (en), où elle anime également un réseau de soutien composé de professeurs et d'étudiants de Latinx. Elle défend la diversité dans les domaines des STIM (science, technologie, ingénierie et mathématiques).

## Vie privée
Gómez a été diagnostiquée avec la sclérose en plaques alors qu'elle est doctorante.

## Voir également
- Liste de mathématiciennes